# هندسه مولکولی چهاروجهی

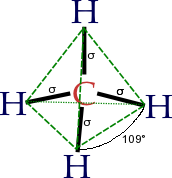
ساختار چهاروجهی متان (CH_{۴})

هندسه مولکولی چهاروجهی(به انگلیسی: Tetrahedral molecular geometry) گونه‌ای از وضعیت قرار گیری اتم‌ها در یک مولکول است که در آن چهار اتم به وسیله پیوندهای شیمیایی به یک اتم مرکزی متصل شده و تشکیل یک ساختار چهاروجهی را می‌دهد. زاویه پیوندی در حالت ایده‌آل در این ساختار، cos−۱(−۱/۳) ≈ ۱۰۹٫۵° است. متان نمونه شناخته شده‌ای از این ساختار است. همچنین در برخی از مولکول‌های این گروه خاصیت دست‌سانی نیز مشاهده می‌شود.